# Кубок России по биатлону
Кубок России по биатлону — серия российских биатлонных соревнований среди мужчин и женщин. Проводится Союзом биатлонистов России.
Проводится с 1992 года и является правопреемником Кубка СССР по биатлону. В первые годы схема проведения соревнований была иной, также как у Кубка СССР — отборочные соревнования в регионах и финальный этап. В дальнейшем, на рубеже 1990-х и 2000-х годов, турнир перешёл на современную схему — несколько равноправных этапов, объединённых общим зачётом.
Соревнования Кубка России ежегодно состоят из нескольких этапов (в сезоне 2015/16 — из восьми), также в зачёт Кубка засчитываются гонки чемпионата России. Первые этапы Кубка проводятся в конце ноября — начале декабря, заключительные — в начале апреля. На каждом из этапов проводятся соревнования по двум-четырём дисциплинам. Часть этапов среди мужчин и женщин проводятся раздельно, на некоторых этапах вместе со взрослыми спортсменами принимают участие юниоры.
Соревнования включают в себя личные выступления в индивидуальной гонке, спринте, гонке преследования, масс-старте, а также в неолимпийских дисциплинах, разыгрываемых в рамках чемпионата России — суперспринте, суперпасьюте и марафоне. По результатам выступлений ведётся рейтинг спортсменов по сумме очков во всех дисциплинах (общий зачёт). Кроме того, в рамках Кубка России проводятся различные эстафетные гонки, результаты которых (также как и результаты спортсменов в личных гонках) засчитываются в региональный зачёт.

## Система начисления очков за гонки
За каждую гонку, проведённую биатлонистом в Кубке и чемпионате России, спортсмен получает определённое количество очков в зависимости от занятого места.
| Места             | 1  | 2  | 3  | 4  | 5  | 6  | 7  | 8  | 9  | 10 | 11 | 12 | 13 | 14 | 15 | 16 | 17 | 18 | 19 | 20 | 21 | 22 | 23 | 24 | 25 | 26 | 27 | 28 | 29 | 30 | 31 | 32 | 33 | 34 | 35 | 36 | 37 | 38 | 39 | 40 |
| в сезоне 2015/16: | 50 | 46 | 43 | 40 | 38 | 36 | 34 | 33 | 32 | 31 | 30 | 29 | 28 | 27 | 26 | 25 | 24 | 23 | 22 | 21 | 20 | 19 | 18 | 17 | 16 | 15 | 14 | 13 | 12 | 11 | 10 | 9  | 8  | 7  | 6  | 5  | 4  | 3  | 2  | 1  |

## Этапы Кубка России
| Сезон   | 1                                   | 2                                     | 3                    | 4                   | 5                  | 6                    | 7                       | 8                                             | 9               |
| ------- | ----------------------------------- | ------------------------------------- | -------------------- | ------------------- | ------------------ | -------------------- | ----------------------- | --------------------------------------------- | --------------- |
| 2015/16 | Уват (м) Чайковский (ж) 3-9 декабря | Уват (м) Чайковский (ж) 11-17 декабря | Ижевск 20-28 декабря | Тюмень 26 янв-1 фев | Уват 12-18 февраля | Красноярск 2-9 марта | Новосибирск 10-16 марта | Ханты-Мансийск (Чемпионат России) 24-31 марта | Уват 1-6 апреля |

## Обладатели Кубка России
На сайте СБР указаны результаты только начиная с сезона 2010/11
| Сезон           | Мужчины            | Женщины             |
| --------------- | ------------------ | ------------------- |
| 2024/25         | Эдуард Латыпов     | Виктория Сливко     |
| 2023/24         | Эдуард Латыпов     | Наталия Шевченко    |
| 2022/23         | Карим Халили       | Анастасия Гореева   |
| 2021/22         | Кирилл Бажин       | Елизавета Каплина   |
| 2020/21         | Дмитрий Иванов     | Виктория Сливко     |
| 2019/20         | Пётр Пащенко       | Екатерина Носкова   |
| 2018/19         | Максим Буртасов    | Тамара Воронина     |
| 2017/18         | Никита Поршнев     | Маргарита Васильева |
| 2016/17         | Максим Буртасов    | Лариса Куклина      |
| 2015/16         | Сергей Корастылёв  | Ольга Шестерикова   |
| 2014/15         | Александр Бабчин   | Ирина Трусова       |
| 2013/14         | Евгений Боярских   | Ульяна Денисова     |
| 2012/13         | Иван Черезов       | Ирина Старых        |
| 2011/12         | Дмитрий Ярошенко   | Анастасия Загоруйко |
| 2010/11         | Максим Максимов    | Анастасия Токарева  |
| 2009/10         | Алексей Чурин      | Наталья Гусева      |
| 2008/09         | Сергей Баландин    | Мария Садилова      |
| 2007/08         | Артём Гусев        | Наталья Соколова    |
| 2002/03-2006/07 | ?                  | ?                   |
| 2001/02         | Евгений Требушенко | ?                   |